# Rio Anvik
O rio Anvik (iúpique: Tuilnguq) é um afluente do rio Yukon, localizado no estado do Alasca, nos Estados Unidos. Possui cerca de 225 quilômetros de extensão. O rio flui em direção sudeste a partir das Colinas de Nulato até desaguar no Yukon, cerca de 2,4 quilômetros ao norte da localidade de Anvik.

## Geografia e características
A bacia hidrográfica do Anvik é caracterizada por enchentes sazonais, grandes cargas de sedimentos e influência de permafrost. Estudos geológicos descrevem a região de Anvik-Andreafski como dominada por xisto, quartzito e depósitos aluviais, o que contribui para a variabilidade no fluxo do rio. As variações no volume de descarga anual impactam significativamente a migração de peixes e as condições de habitat, especialmente para espécies de salmão.

## Ecologia e pesca
A produção anual de salmão-cão no rio Anvik é considerada a maior de toda a bacia do Yukon. O rio também oferece excelente pesca de outras quatro espécies de salmão, além de lúcio-do-norte, nelma, salvelino-ártico (Arctic char), truta-arco-íris e grayling-do-ártico.

## Navegação
O rio Anvik é classificado como Classe 1 (fácil) na Escala Internacional de Dificuldade de Rios. Aproximadamente 195 quilômetros do seu curso são adequados para a navegação por canoas abertas, barcos dobráveis, caiaques infláveis e botes. Aeronaves anfíbias, hidroaviões e aviões com rodas capazes de pousar em bancos de cascalho podem transportar visitantes até o McDonald Creek, próximo às nascentes do rio.